# Eva Vamberger
Eva Vamberger (* 10. Februar 1995 in Kranj) ist eine slowenische Fußball- und Futsalspielerin.

## Karriere

### Verein
Vamberger startete ihre Karriere mit zwölf Jahren beim ŽNK Velesovo. Sie spielte drei Jahre in den Jugendteams des ŽNK Velesovo, bevor sie 2010 zum ŽNK Jevnica ging. Nach einem Jahr in der B-Jugend des ŽNK Jevnica wurde sie in die Seniorenmannschaft aufgenommen. Vamberger gab ihr Debüt am 21. August 2011 für den ŽNK Jevnica gegen ihren ehemaligen Verein ŽNK Velesovo. Am 22. Juli 2014 wechselte sie vom ŽNK Jevnica nach Österreich zum FSK St. Pölten-Spratzern. Mit diesem konnte sie in der Saison 2014/2015 den Meistertitel in der ÖFB Frauen-Bundesliga holen. Ab 10. Juli 2015 spielte sie beim NÖSV Neulengbach und belegte 2015/2016 den dritten Platz in der ÖFB Frauen-Bundesliga. Mit 18. Juli 2016 verließ sie Österreich und stand in der Saison 2016/2017 beim slowenischen Verein Olimpija Ljubljana unter Vertrag. Danach ging sie nach Spanien und spielte dort für den SC Huelva und für Albacete. In der Saison 2018/2019 kam sie zurück nach Slowenien, zum ZNK Maribor. 2021/2022 war sie beim ZNK Pomurje im Einsatz.

### Nationalmannschaft
Vamberger spielte sechs Länderspiele für die slowenische U-17-Fußballnationalmannschaft und vier Spiele für die U-19. Seit 2013 ist sie A-Nationalspielerin für Slowenien und absolvierte bislang drei A-Länderspiele.